# Basílica de Nuestra Señora del Pino
La basílica y santuario mariano de Nuestra Señora del Pino se encuentra en la isla de Gran Canaria (Canarias, España), en el municipio de Teror. Está situada en la plaza principal de la Villa, la Plaza de Nuestra Señora del Pino. Se trata de uno de los templos espirituales más importantes de Canarias y el primer templo mariano también en Canarias en recibir el título de basílica por parte de la Santa Sede.

## Historia
La población de la Villa Mariana de Teror estuvo integrada principalmente por descendientes conquistadores y pobladores de Gran Canaria. El nombre de Terore aparece en un acta, fechada en diciembre de 1514, de incorporación a la ermita de María de Terore a la Santa Iglesia Catedral de Canarias, comisionándose para esto al canónigo Juan de Troya , pero era considerado como un lugar de poca entidad y el obispado de Canarias no lo consideraba con población suficiente para establecer un cura residente; el cabildo catedral acordó en abril de 1528 dar cinco doblas al clérigo que celebrara las eucaristías los días de las fiestas y los domingos de cada año.
En 1582 se consideró a la pequeña iglesia incapaz de contener a los fieles del lugar que aumentaban; por lo que se deduce de las actas de las visitas de los obispos o comisiones del cabildo catedral, la ermita tendría una superficie de unos cincuenta metros cuadrados y la población no pasaba de 80 a 90 familias. En las cuentas presentadas al obispado en 1589 se mencionan por primera vez los pagos de Arbejales, Palmar y Laurelar, aunque el primer núcleo de población debió ser en el entorno de la primera ermita, emplazada probablemente en el solar hoy ocupado por el palacio episcopal o en los alrededores, en las tierras que siempre fueron conocidas como "Huerta de la Virgen".
Ha habido en total tres templos dedicados a la Virgen del Pino, siendo la actual Basílica el tercero. Además de la Virgen del Pino hubo en la segunda iglesia del Pino dos capillas marianas dedicadas a dos devociones históricas muy veneradas en Teror; la capilla de la Virgen de Candelaria y la de la Virgen del Rosario, actualmente desaparecidas.

## Descripción general de la basílica

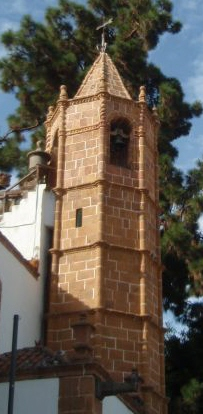
Torre amarilla de la basílica de Nuestra Señora del Pino

La basílica consta de tres naves siendo la del centro la más grande, culminadas con arcos de medio punto y cubierta a dos aguas y una torre de sillería amarilla que se encuentra en la parte derecha de la fachada de la basílica. En su interior podemos apreciar la capilla del baptisterio, en el presbiterio bajo encontramos el altar del Cristo atado a la columna de Luján Pérez, haciendo esquina a este el del altar del Santísimo Sacramento presidido por un Cristo Crucificado de Luján Pérez que sale en procesión el Viernes Santo desde la basílica y recorre diferentes calles al igual que el Cristo Atado a la columna que procesiona el Martes Santo. En el presbiterio alto encontramos a la Patrona de Gran Canaria y de la Diócesis de Canarias (que incluye la provincia de Las Palmas), y de Teror, la Virgen del Pino1 Archivado el 18 de abril de 2012 en Wayback Machine., que preside el santuario. La Virgen se encuentra en un trono, con baldaquino de plata , un sol y una media luna haciendo alusión a lo que escribió San Juan Evangelista en el Apocalipsis: "Y ví una mujer vestida de sol con la luna bajo sus pies... ". En la parte derecha cuando entramos de frente encontramos el altar del Corazón de Jesús que procesiona cada año por su día, a su lado esta el altar de San José. Y por último encontramos a la entrada el retablo de las Ánimas.

### Origen de la construcción
La construcción de dicho templo fue posible gracias al obispo Rueda, al cabildo catedralicio y, sobre todo, a los vecinos de Teror con sus importantes y grandiosos donativos.
Con el fin de acoger a Nuestra Señora del Pino en un espacio íntimo, en este nuevo santuario, se construyó un nicho o camarín de piedra acabándose su decoración en torno al 1665.

### Fachada
Destacan las zonas definidas por la denominada "Cantería Azul". La cornisa está decorada por balaustradas con florones; mientras que en la parte central se encuentra el reloj, en el cual se sitúan las campanas.

### Vidrieras
La basílica de Nuestra señora del Pino, es testigo de unas espléndidas vidrieras. Las que cierran los vanos laterales de la basílica reflejan los Sagrados Misterios Gozosos y Gloriosos del Santo Rosario. Fueron adquiridas por el párroco D. Juan González en San Sebastián.
El conjunto de las vidrieras que se custodian en la basílica de la Villa Mariana de Teror fue adquirido aproximadamente en el año 1920.
A los pies de las naves colaterales, figuran los pontífices Pío X y Pío XII. La primera fue colocada en relación con la concesión a la Virgen del Pino, en el año 1914, del patronato principal de la Diócesis de Canarias. La que recoge a Pío XII recuerda la visita de este pontífice al templo mariano.

### Gárgolas
Se trata de uno de los elementos artísticos más originales del exterior de la basílica de Nuestra Señora del Pino, que son las diez gárgolas situadas en los laterales expuestos, que sirven de desagüe a los tejados de la basílica.
Estas figuras creadas en piedra amarilla, aportan al templo mariano un elemento pagano con influencias medievales. Fueron incorporadas a los tejados del templo en el siglo XVIII con la construcción de la basílica por el arquitecto Antonio de la Rocha.

### Cúpula
Las cúpulas son los elementos arquitectónicos más identificativos de cualquier templo. La cúpula de la basílica de Nuestra Señora del Pino es de gran austeridad exterior rematada en forma de faro. En las pechinas destacan 4 escudos eclesiásticos que hacen referencia las distinciones del templo a lo largo de su historia en el que, destacan los escudos de la distinción de la Virgen del Pino como Patrona de la Diócesis de Canarias, cuando el templo fue elevado a basílica por Benedicto XV, cuando se decretó que el ocho de septiembre fuera festivo de doble precepto en la isla y otro escudo en memoria de su coronación canónica.

### Lápida sepulcral de Antonio de la Rocha
La lápida marmórea y policromada del sepulcro del constructor de la basílica de Nuestra Señora del Pino, es una de las más peculiares. En la parte superior es representado el escudo de armas de la familia de la Rocha, concedido en 1530 por cédula de Carlos I, a petición de don Antonio Andrés Guardia de la Rocha, siendo caballero de la orden de Santiago.

## Título de basílica menor

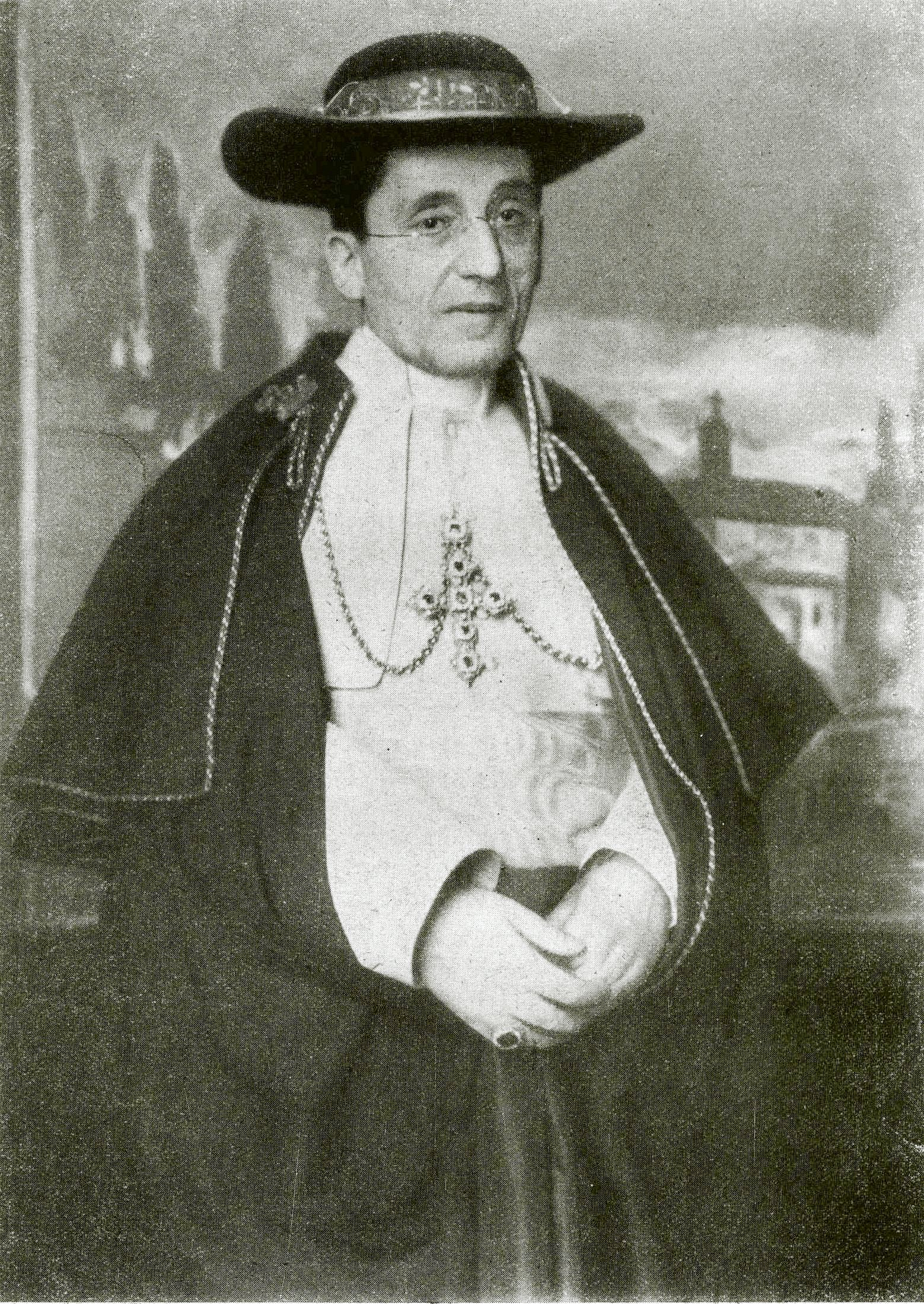
Papa Benedicto XV quien elevó a la dignidad de Basílica Menor a la Iglesia de Nuestra Señora del Pino, patrona de la Diócesis de Canarias

La parroquia fue creada en el año 1505 y el actual templo consagrado como tal en 1767. A raíz de la declaración de la Virgen del Pino como patrona de la Diócesis Canariensis y el inicio de los trámites para la declaración del templo como Basílica, el templo es consagrado como Santuario el 30 de agosto de 1914.
Propuesto por el obispo Marquina a la Santa Sede , en 1916 por rescripto del papa Benedicto XV suscrito al Secretaría de Estado de la Santa Sede, el Cardenal Gasparri, el 12 de enero de 1916 se declaró título de Santa Iglesia Basílica Menor al Santuario de Nuestra Señora la Virgen María del Pino de Teror con los derechos , privilegios , prerrogativas e indultos correspondientes por derecho a estos templos.
La consagración a este santuario se celebró como acontecimiento litúrgico-religioso el 30 de septiembre siguiente , con el ceremonial establecido por la Santa Sede para estas celebraciones. En esta consagración se confirmó el restablecimiento para la isla de Gran Canaria de la fiesta, de doble precepto del 8 de septiembre.Y en 1976 la Basílica fue declarada Monumento Nacional. Es además el segundo templo tras la Catedral de Canarias en recibir la dignidad de Basílica por parte de la Santa Sede en el Archipiélago Canario y el primer templo mariano en el Archipiélago Canario en recibir esta dignidad basilical por parte de la Santa Sede.

## Patrimonio artístico
La actual basílica, posee en su interior un rico patrimonio histórico. Dicho lo cual, este templo mariano, fue declarado Bien de Interés Cultural por Real Decreto 3301/1976 (B.O.E. 73, de 26 de marzo de 1977). En dicha obra, colaboraron grandes arquitectos y artistas canarios, como el ingeniero Antonio de la Rocha y Diego Nicolás Eduardo.
En el ámbito escultórico, destacan José Luján Pérez y Arsenio de las Casas; en el ámbito pictórico destacan Francisco de Rojas y Francisco Quintana Cardoso; en el ámbito de la industria de la cantería destaca entre otros Bartolomé Díaz.

## Santuario Mariano de la Diócesis de Canarias
La actual Basílica de Nuestra Señora del Pino, se considera el principal templo mariano de la isla de Gran Canaria y uno de los más importantes del archipiélago puesto que, en ella, se ubica la imagen de la Patrona de la Diócesis de Canarias y de la isla de Gran Canaria, la Virgen del Pino.
En Gran Canaria también existen otros santuarios marianos reconocidos tales como, la Parroquia de San Francisco de Asís de Las Palmas de Gran Canaria, por venerarse en ella la devoción mariana de mayor arraigo devocional de la capital grancanaria, Nuestra Señora de la Soledad de la Portería Coronada, la Ermita de Ntra. Sra. de las Nieves en Agaete; la cueva que alberga la talla de Nuestra Señora de la Cuevita en Artenara; la parroquia matriz de Ntra. Sra de Guía en Santa María de Guía; la parroquia de la Inmaculada Concepción en Jinámar entre otras.

## Retablos

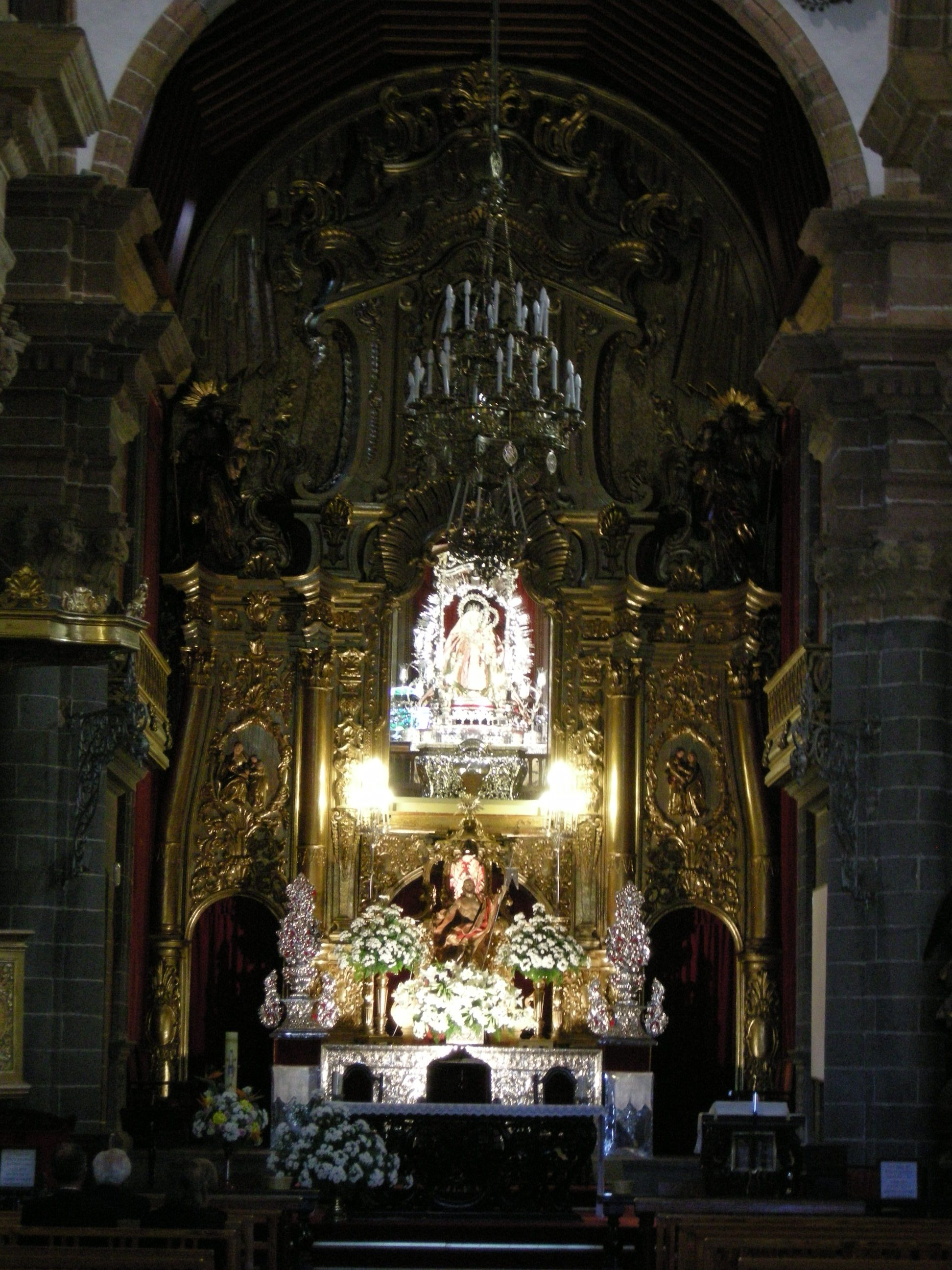
Retablo mayor de la basílica y boca del camarín de la Virgen del Pino.

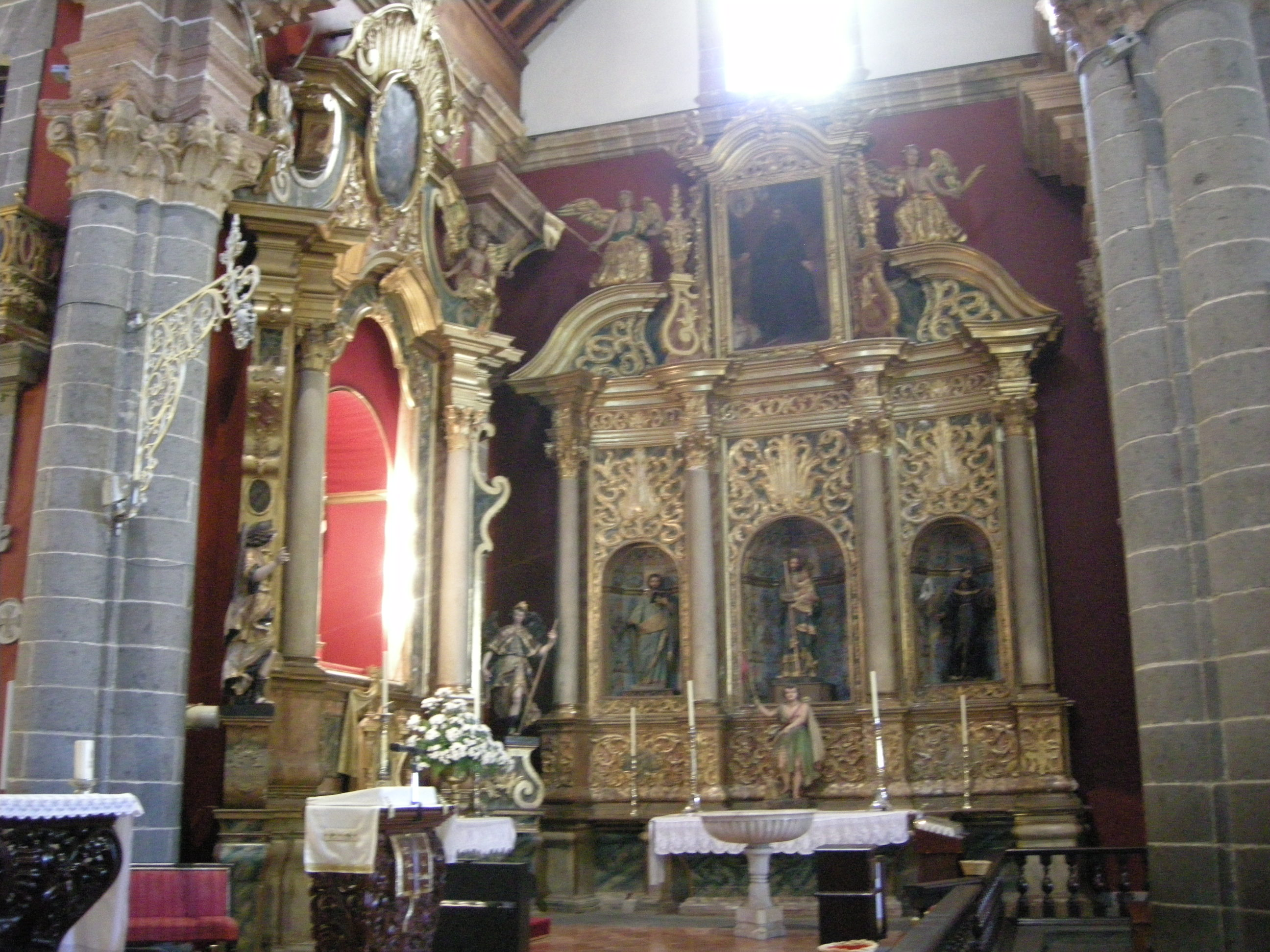
Retablos de san José y del Sagrado Corazón de Jesús.

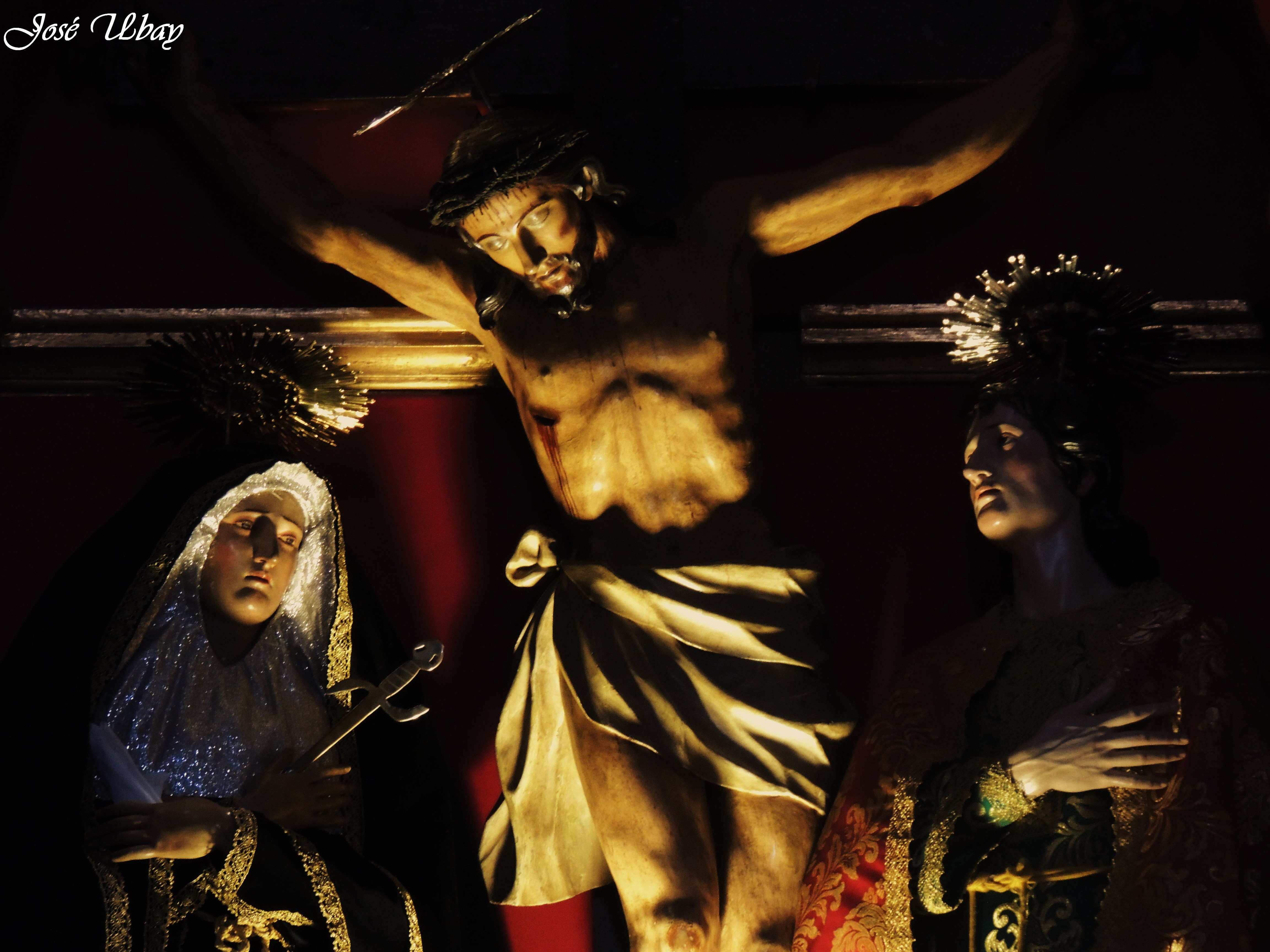
Santo Calvario de la basílica de Nuestra Señora del Pino.

La basílica actual cuenta con numerosos lienzos y retablos. Estos son, los que cierran la capilla mayor. El lienzo más importante ubicado en el templo corresponde al lienzo de Ánimas, realizado en el siglo XX.

### Retablo mayor
El retablo mayor de la basílica mariana de Teror está destinado a la exaltación de la persona de María Santísima evocando distintos momentos de su vida y de la Santa Eucaristía.
En el nivel inferior del retablo, se representa en un medallón la escena de la Natividad de la Virgen María en la que se aprecia a santa Ana, recostada en una rica cama en la que, lleva en brazos a la Virgen Niña, mientras san Joaquín, medita en oración. En la parte superior de la escena resplandece luminoso el anagrama de la Virgen María, entre cuatro cabezas de ángeles.
En la boca del camarín aparece, cubierta con una lámina de cristal, la imagen de la Virgen del Pino, con su indumentaria barroca. La boca del camarín está adornada con símbolos marianos, labrados todos ellos en plata, como el sol de ráfagas que la rodea y la luna a sus pies, todo recubierto por las andas de baldaquino. Esta forma de representación de la Virgen María hace referencia a la renovada exaltación de la imagen de María en el mundo.
En la calle lateral derecha se encuentra un relieve que tiene como tema a santa Ana instruyendo a la Virgen María, aún niña. Santa Ana es representada con manto verde que representa simbólicamente a la primavera , y vestido rojo que simboliza el amor.
En la calle lateral izquierda se encuentra un relieve en el que se narra la visita, que realiza la Virgen María a su prima santa Isabel. Las dos mujeres que se reflejan en el relieve se abrazan cordialmente donde tienen tendencia a arrodillarse.
En el segundo cuerpo del retablo mayor se encuentra el relieve de la aparición de la Virgen en el pino, en el que aparecen solo los dos elementos distintivos: la Virgen y el pino. Se desprende de todo detalle de la aparición consiguiendo así un simplificado material y un acabado perfecto. En el relieve se representa la imagen de la Virgen del Pino sin los ajuares barrocos.
En referente a esculturas, se aprecian dos esculturas laterales: san Joaquín y san José. Ambas forman pareja entre ellas en el lado izquierdo y otra en el lado derecho.

### Retablo del Santísimo Cristo atado a la Columna
En la capilla central vemos a Cristo atado a la columna, dicha obra fue realizada, por el artista y escultor grancanario José Luján Pérez, considerado actualmente como el mejor artista e imaginero en estilo barroco que ha dado a conocer Canarias. En el nicho derecho del retablo se encuentra una imagen de Cristo Resucitado atribuida a Luján Pérez y, a la izquierda se venera a San Miguel Arcángel.

### Retablo de San José
Este retablo alberga, en el centro, la imagen de san José. En la zona derecha, aparece san Matías, mientras que al otro lado está la imagen de San Francisco de Asís. Hay que destacar, que también se encuentra una imagen de San Juan Bautista de joven.

### Retablo del Santísimo Cristo Crucificado
Una imagen del Santísimo Cristo Crucificado ocupa el único nicho de este retablo-capilla. En esta capilla hay otras dos imágenes que representan a los santos varones san Nicodemo y san José de Arimatea. En esta capilla está el Santísimo Sacramento.

### Retablo del Sagrado Corazón de Jesús
Está presidida por el Sagrado Corazón de Jesús, aunque en su momento, este nicho fue ocupado por una imagen de Nuestra Señora del Rosario. Las trazas de éste retablo se le deben a Nicolás Jacinto Viera.

## Patrimonio Escultórico

### José Luján Pérez
La basílica alberga en su interior, cuatro obras realizadas por el imaginero guíense que son: el Santísimo Cristo atado a la columna, el Santísimo Cristo Crucificado, San Juan Evangelista y Nuestra Señora de los Dolores. Esta última imagen es de las llamadas de candelero por tener solamente talladas las manos y la cara y que son imágenes de vestir.

### Juan Cirilo Moreno
Destaca la urna del Cristo difunto.

### Cristóbal Ossorio Melgarejo
Autor de la imagen de san Matías del siglo XVII, ubicada en la basílica.

### Las imágenes
- La Virgen del Pino, imagen que data de 1535[10] y que sustituye a la aparecida el 8 de septiembre de 1481.
- san Miguel. Fue hecha en Canarias y donada por el canónigo D. Andrés de la Huerta.
- san Rafael, san Gabriel y los santos Varones.
- san Francisco de Asís, san Ramón Nonnato y san Sebastián.
- El Santo Cristo Resucitado, se le atribuye a la gubia de José Luján Pérez.
- Santísimo Cristo Predicador y santa María Magdalena, donadas al santuario por el rector D. Judas Antonio Dávila.
- san José, el Sagrado Corazón de Jesús, san Luis Gonzaga, san Antonio de Padua, san Pascual Bailón, la Sagrada Familia, san José y la Virgen del Belén, santa Verónica, dos ángeles con candelabros y dos pequeños ángeles adoradores sobre el Sagrario.
- Santísimo Cristo difunto y el Santo Cristo de la Oración en el Huerto de los Olivos.

## Camarín de la Virgen del Pino

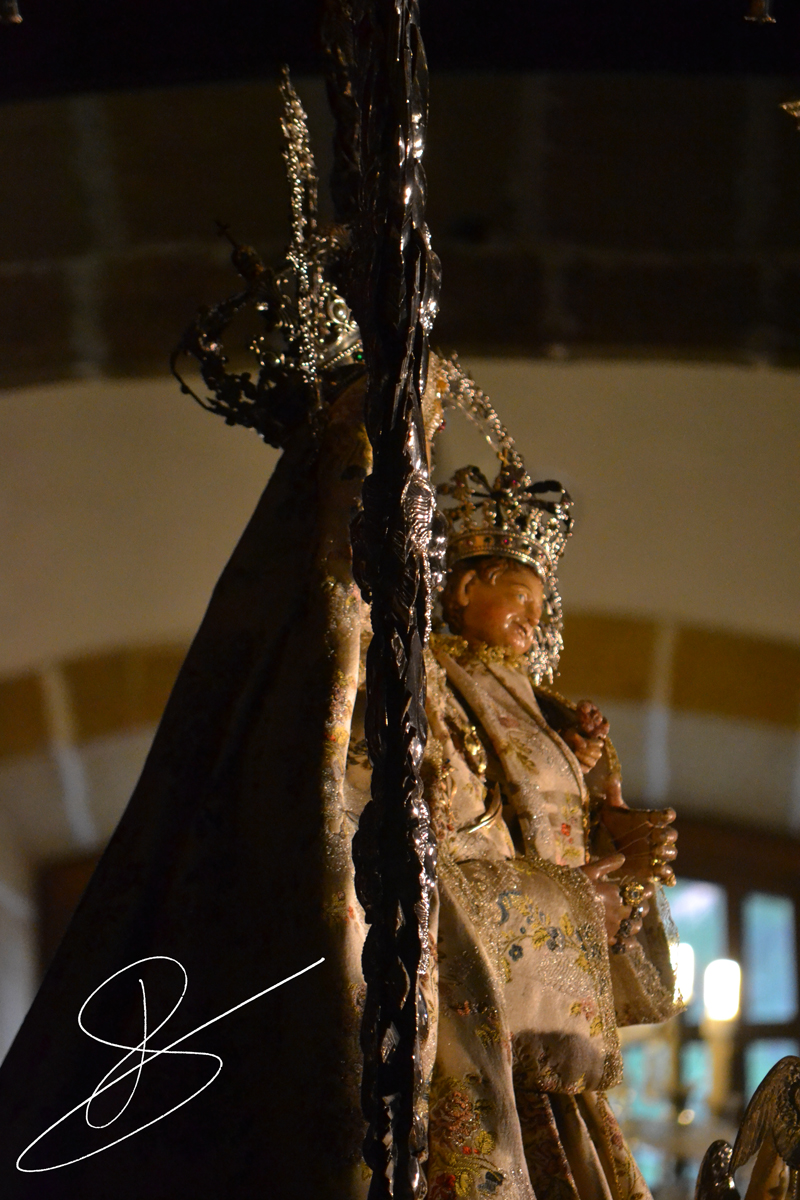
En el camarín se encuentra la venerada imagen de Nuestra Señora del Pino, bajo su baldaquino de plata.

Se trata del lugar de la basílica donde se custodian los tesoros más valiosos; entre ellos, la imagen de la Virgen del Pino, Patrona de la Diócesis de Canarias.
Se puede acceder a él, por la parte trasera de la basílica en horario restringido.
Las dependencias actuales del camarín de la Virgen del Pino, están constituidas por tres salas.

### Camarín de la Virgen del Pino
En ella se encuentra la venerada imagen de Nuestra Señora del Pino que se encuentra en un baldaquino de plata. La imagen de Nuestra Señora , se encuentra colocada en lo que se denomina la boca del camarín protegida por un cristal en el que, accediendo por la puerta trasera de la basílica se puede acceder al camarín y puede contemplarse la imagen de la Señora.

### Sala de trofeos
En ella se encuentran los trofeos y tesoros donados a Nuestra Señora del Pino por los diferentes devotos en acción de gracia por algún beneficio recibido, así como una infinidad de medallas, los bastones de mando y demás objetos institucionales donados por personalidades de ámbito cultural, nacional e internacional.

### Sala de ajuares
En esta sala se encuentra el ajuar de Nuestra Señora del Pino. En su interior alberga:
- Los mantos y ajuares de Nuestra Señora del Pino.
- Los objetos litúrgicos donados a Nuestra Señora del Pino.
- La platería.
- El sillón de traslado de la Virgen del Pino, que alberga en su interior las joyas donadas por los devotos, entre demás objetos.
- La Cruz Verde, que se trata de un cruz realizada con el tronco del pino donde en 1481, se apareció la imagen de la Virgen.

En esta sala, también se encuentran las vestimentas de las imágenes que salen en procesión en la Semana Santa de Teror, entre ellos se encuentra el traje y manto de Nuestra Señora de los Dolores y la túnica del Santísimo Cristo.

## Obras de consolidación y reparación de la Basílica
Fueron financiadas por la Dirección General de Arquitectura, sobre un proyecto que resultó seleccionado por técnicos muy competentes en resistencia de materiales y mecánica del suelo. Del proyecto son autores don Manuel Cárdenas Rodríguez y don Antonio Jiménez Salas. El arquitecto-director, a pie de obra fue don Andres Boyer Ruíz, jefe de la sección de Arquitectura de la Delegación Provincial del Ministerio de la Vivienda. La compañía adjudicataria fue la denominada "Entrecanales y Távora" y el presupuesto de las obras ascendió a veinte y dos millones trescientas ocho mil ciento cuarenta y cinco pesetas (22 308 145 pesetas).
La parte decorativa estuvo a cargo del arquitecto Pons Sorolla, jefe del Servicio de Ciudades Artísticas Monumentales de la Dirección General de Bellas Artes y Encargado especial de la supervisión de la restauración de esta basílica.
En la memoria del proyecto después del detallado estudio del estado en que se encontraba el templo y sus causas, la principal es estar cimentada sobre un banco de arcilla de treinta metros de espesor.